# Artur Petrossian
Pour les articles homonymes, voir Petrossian.
Artur Petrossian (en arménien Արթուր Պետրոսյան), né le 17 décembre 1971 à Gyumri en Arménie, est un ancien footballeur international arménien. Il a longtemps été le meilleur buteur de tous les temps de l'équipe d'Arménie de football, avec 11 buts en 69 sélections. Le 11 juin 2013, Henrikh Mkhitaryan atteint ce même score de onze buts avec la sélection arménienne avant de le dépasser.
Au début de 2010, il est impliqué dans le staff technique du FC Zurich.
Il fut sélectionneur de l'équipe d'Arménie de novembre 2016 à mars 2018.

## Carrière

### Carrière en club

#### Début de carrière au Shirak FC Giumri
Commençant sa carrière avec le club arménien de Shirak FC Giumri, il obtient avec celui-ci ses premiers titres ; en l’occurrence, les titres de champion d'Arménie en 1992, 1994 et 1995. Il glane également la Supercoupe d'Arménie en 1996.
En 1998, il est transféré vers le club israélien du Maccabi Petah-Tikvah.

#### Premières expériences à l'étranger
Il ne reste qu’une saison en Israël ; à la fin de sa saison avec le Maccabi Petah-Tikvah, il est transféré vers le club russe du FK Lokomotiv Nijni Novgorod, club  dissous depuis 2006. Son expérience russe tourne court et il retourne au Shirak FC Giumri terminer la saison, ce qui lui permet de gagner son quatrième titre de champion d'Arménie en 1999, ainsi qu'une seconde Supercoupe d'Arménie.
À la fin de la saison, il est transféré vers le club du BSC Young Boys évoluant en championnat de Suisse, compétition dans laquelle, il évolue pendant cinq saisons, jusqu'au terme de sa carrière.

#### Le championnat suisse
Après deux saisons au BSC Young Boys, il est transféré au FC Zurich, club avec lequel il gagne deux titres : la coupe de Suisse en 2005 et le championnat de Suisse en 2006.
Il prend sa retraite en 2007.

### Carrière en sélection nationale
Artur Petrossian commence sa carrière internationale lors du premier match de l'Histoire de l'équipe d'Arménie de football, le 14 octobre 1992, au stade Hrazdan de Erevan lors de la rencontre entre l'Arménie et la Moldavie. Il remplace Aramaïs Tonoian à la 67e minute, participant ainsi à cet évènement fondateur de l'Histoire du sport arménien.

#### Le buteur
Il est au 11 juin 2013 le meilleur buteur de l'équipe d'Arménie de football avec onze buts inscrits ; il partage cette performance avec Henrikh Mkhitaryan.
Les 11 buts en sélection nationale, de Artur Petrossian
| But | Date             | Lieu               | Adversaire      | Résultat | Compétition                        |
| --- | ---------------- | ------------------ | --------------- | -------- | ---------------------------------- |
| 1.  | 15 novembre 1995 | Copenhague         | Danemark        | 1-3      | Qualifications Euro 1996           |
| 2.  | 7 mai 1997       | Kiev               | Ukraine         | 1-1      | Qualifications Coupe du monde 1998 |
| 3.  | 9 octobre 1999   | Andorre-la-Vieille | Andorre         | 3-0      | Qualifications Euro 2000           |
| 4.  | 4 février 2000   | Nicosie            | Chypre          | 2-3      | Match amical, Tournoi de Chypre    |
| 5.  | 3 juin 2000      | Kaunas             | Lituanie        | 2-1      | Match amical                       |
| 6.  | 7 octobre 2000   | Erevan             | Ukraine         | 2-3      | Qualifications Coupe du monde 2002 |
| 7.  | 7 octobre 2000   | Erevan             | Ukraine         | 2-3      | Qualifications Coupe du monde 2002 |
| 8.  | 6 juin 2001      | Erevan             | Pologne         | 1-1      | Qualifications Coupe du monde 2002 |
| 9.  | 7 septembre 2002 | Erevan             | Ukraine         | 2-2      | Qualifications Euro 2004           |
| 10. | 29 mars 2003     | Erevan             | Irlande du Nord | 1-0      | Qualifications Euro 2004           |
| 11. | 7 juin 2003      | Erevan             | Ukraine         | 3-4      | Qualifications Euro 2004           |

NB : Les scores sont affichés sans tenir compte du sens conventionnel en cas de match à l'extérieur (Arménie-Adversaire)

## Palmarès
- Avec le Shirak FC Giumri
  - Champion d'Arménie (4) en 1992, 1994, 1995 et 1999
  - Vainqueur de la Supercoupe d'Arménie (2) en 1996 et 1999

- Avec le FC Zurich
  - Champion de Suisse en 2006
  - Vainqueur de la Coupe de Suisse en 2005

### Récompenses individuelles
Il obtient deux fois la récompense de Footballeur arménien de l'année en 1996 et en 2000.
Il est meilleur buteur de Premier-Liga en 1997.